# Férfi 5000 méteres váltó futam a 2019-es rövidpályás gyorskorcsolya-Európa-bajnokságon
A 2019-es rövidpályás gyorskorcsolya-Európa-bajnokságon a férfiak 5000 méteres váltó futamát január 11. és január 13. között rendezték a hollandiai Dordrechtben.
A Liu Shaolin Sándor, Liu Shaoang, Burján Csaba, Cole Krueger összeállítású magyar férfi váltó – a hazai közönség által hajtott holland négyest nagy csatában felül múlva – aranyérmet szerzett, mellyel egyben történelmi sikert is aratott, ugyanis ezt megelőzően ebben a számban még nem született magyar aranyérem. A bronzérmet az orosz csapat szerezte meg.

## Versenynaptár
Az időpont helyi idő szerint olvashatóak (UTC +01:00).
| Dátum                      | Időpont | Forduló     |
| -------------------------- | ------- | ----------- |
| 2019. január 11., péntek   | 19:17   | Negyeddöntő |
| 2019. január 12., szombat  | 18:09   | Elődöntő    |
| 2019. január 13., vasárnap | 12:34   | B döntő     |
| 2019. január 13., vasárnap | 17:28   | Döntő       |

## Eredmény
| #  | ország                     | helyezés                                                                       | helyezés    | helyezés                                                                     | helyezés | helyezés                                                         | helyezés | helyezés                                                                     | helyezés |
| #  | ország                     | negyeddöntő                                                                    | negyeddöntő | elődöntő                                                                     | elődöntő | B döntő                                                          | B döntő  | döntő                                                                        | döntő    |
| #  | ország                     | csapat                                                                         | idő         | csapat                                                                       | idő      | csapat                                                           | idő      | csapat                                                                       | idő      |
| -- | -------------------------- | ------------------------------------------------------------------------------ | ----------- | ---------------------------------------------------------------------------- | -------- | ---------------------------------------------------------------- | -------- | ---------------------------------------------------------------------------- | -------- |
|    | Magyarország · (HUN)       | Liu Shaolin Sándor Burján Csaba Varnyú Alex Cole Krueger                       | 6:52,755    | Liu Shaolin Sándor Burján Csaba Varnyú Alex Cole Krueger                     | 6:55,506 |                                                                  |          | Liu Shaolin Sándor Liu Shaoang Burján Csaba Cole Krueger                     | 6:54,168 |
|    | Hollandia · (NED)          | Itzhak de Laat Daan Breeuwsma Dennis Visser Jasper Brunsmann                   | 6:52,964    | Itzhak de Laat Daan Breeuwsma Dennis Visser Jasper Brunsmann                 | 6:55,616 |                                                                  |          | Itzhak de Laat Daan Breeuwsma Dennis Visser Jasper Brunsmann                 | 6:54,249 |
|    | Oroszország · (RUS)        | Szemjon Jelisztratov Gyenisz Ajrapetyan Alekszandr Sulginov Konsztantyin Ivlev | 6:49,858    | Szemjon Jelisztratov Gyenisz Ajrapetyan Alekszandr Sulginov Pavel Szitnyikov | 6:57,405 |                                                                  |          | Gyenisz Ajrapetyan Szemjon Jelisztratov Alekszandr Sulginov Pavel Szitnyikov | 6:59,609 |
| 4  | Franciaország · (FRA)      | Thibaut Fauconnet Tristan Navarro Sébastien Lepape Quentin Fercoq              | 6:52,852    | Thibaut Fauconnet Dmitrij Migunov Sébastien Lepape Quentin Fercoq            | 6:58,157 |                                                                  |          | Thibaut Fauconnet Dmitrij Migunov Sébastien Lepape Quentin Fercoq            | PEN      |
|    |                            |                                                                                |             |                                                                              |          |                                                                  |          |                                                                              |          |
| 5  | Olaszország · (ITA)        | Yuri Confortola Tommaso Dotti Andrea Cassinelli Mattia Antonioli               | 6:50,002    | Yuri Confortola Tommaso Dotti Andrea Cassinelli Mattia Antonioli             | 7:05,859 | Yuri Confortola Tommaso Dotti Andrea Cassinelli Davide Viscardi  | 6:50,252 |                                                                              |          |
| 6  | Belgium · (BEL)            | Ward Pétré Stijn De Smet Rino Vanhooren Adriaan Dewagtere                      | 7:04,038    | Ward Pétré Stijn De Smet Rino Vanhooren Adriaan Dewagtere                    | 7:12,164 | Ward Pétré Stijn De Smet Rino Vanhooren David Danneel            | 6:59,091 |                                                                              |          |
| 7  | Lettország · (LAT)         | Karlis Kruzbergs Reinis Bērziņš Endijs Vīgants Roberts Kruzbergs               | 7:08,853    | Karlis Kruzbergs Reinis Bērziņš Endijs Vīgants Roberts Kruzbergs             | 7:07,359 | Karlis Kruzbergs Reinis Bērziņš Endijs Vīgants Roberts Kruzbergs | 7:00,015 |                                                                              |          |
|    |                            |                                                                                |             |                                                                              |          |                                                                  |          |                                                                              |          |
| 8  | Törökország · (TUR)        | Fırat Yardımcıy Davut Tahtacı Tunay Şimşek Furkan Akar                         | 6:51,690    | Fırat Yardımcıy Davut Tahtacı Tunay Şimşek Furkan Akar                       | YC       |                                                                  |          |                                                                              |          |
|    |                            |                                                                                |             |                                                                              |          |                                                                  |          |                                                                              |          |
| 9  | Egyesült Királyság · (GBR) | Farrell Treacy Billy Simms Jack Burrows Niall Treacy                           | 7:09,522    |                                                                              |          |                                                                  |          |                                                                              |          |
| 10 | Fehéroroszország · (BLR)   | Makszim Szjarheev Yauheni Ryzhou Ivan Lahimakhay Eduard Strelkov               | 7:01,495    |                                                                              |          |                                                                  |          |                                                                              |          |
| 11 | Ukrajna · (UKR)            | Oleh Handei Nikita Nemiro Volodimir Handei Danilo Federenko                    | 7:09,508    |                                                                              |          |                                                                  |          |                                                                              |          |
| –  | Lengyelország · (POL)      | Szymon Wilczyk Łukasz Kuczyński Paweł Adamski Mateusz Krzemiński               | PEN         |                                                                              |          |                                                                  |          |                                                                              |          |

____
Magyarázat:
• PEN = kizárva • YC = sárga lap